# Poienii de Sus
Poienii de Sus – wieś w Rumunii, w okręgu Bihor, w gminie Buntești. W 2011 roku liczyła 620 mieszkańców.